# Godomar (Sohn des Gibica)
Godomar war ein Fürst der Burgunden im frühen 5. Jahrhundert. 
Er wird in der Lex Burgundionum als Sohn des Gibica und Bruder von Gundahar und Giselher erwähnt.  Es ist unsicher, ob er seinen Vater überlebte und anschließend eine Position im Reich seines Bruders Gundahars bekleidete.   
Er ist wohl das historische Vorbild für den Gernot des Nibelungenlieds. 